# ТЕС Зайзун
35°44′15″ пн. ш. 36°21′41″ сх. д. / 35.73750° пн. ш. 36.36139° сх. д.
ТЕС Зайзун – теплова електростанція на заході Сирії за три десятки кілометрів на південний захід від Ідлібу, у північній частині долини Сахл-аль-Габ. Модернізована зі створення комбінованого парогазового циклу.
У 1997 році на майданчику станції ввели в експлуатацію три встановлені на роботу у відкритому циклі газові турбіни потужністю по 112,5 МВт. Паливна ефективність такої схеми складала лише 32%, тому в 2007-му на майданчику додатково встановили парову турбіну потужністю 150 МВт. Вона отримує живлення через котли-утилізатори від газових турбін та створює з ними значно ефективніший парогазовий блок з показником у 504 МВт (можливо відзначити, що тоді ж ідентичну операцію провели із ТЕС Насрія поблизу Дамаску).
Станцію спорудили з розрахунку на використання природного газу, постаченого по трубопроводу Арак - Зайзун (у 2003 – 2005 роках споживання нею блакитного палива становило 0,43 – 0,59 млрд м3 на рік). 
Видалення продуктів згоряння відбувалось за допомогою димарів висотою  по 135 метрів.
Внаслідок громадянської війни у Сирії станція припинила своє функціонування. Станом на другу половину 2010-х наявні супутникові знімки показують відсутність на майданчику основного обладнання.